# Panicum virgatum
Panicum virgatum és una herba gramínia perenne que creix en l'estació càlida nativa d'Amèrica del Nord (Canadà fins a 55º de latitud nord Estats Units i Mèxic). És una de les espècies dominants de la praderia central d'Amèrica del nord. Es fa servir principalment per la conservació del sòl, farratge, cobertura de zones de caça i com planta ornamental. Recentment s'ha usat com conreu per a biomassa per produir etanol i butanol, en projectes de fitoremediació, fibra, electricitat, producció de calor i per la biofixació de diòxid de carboni de l'atmosfera.

## Descripció

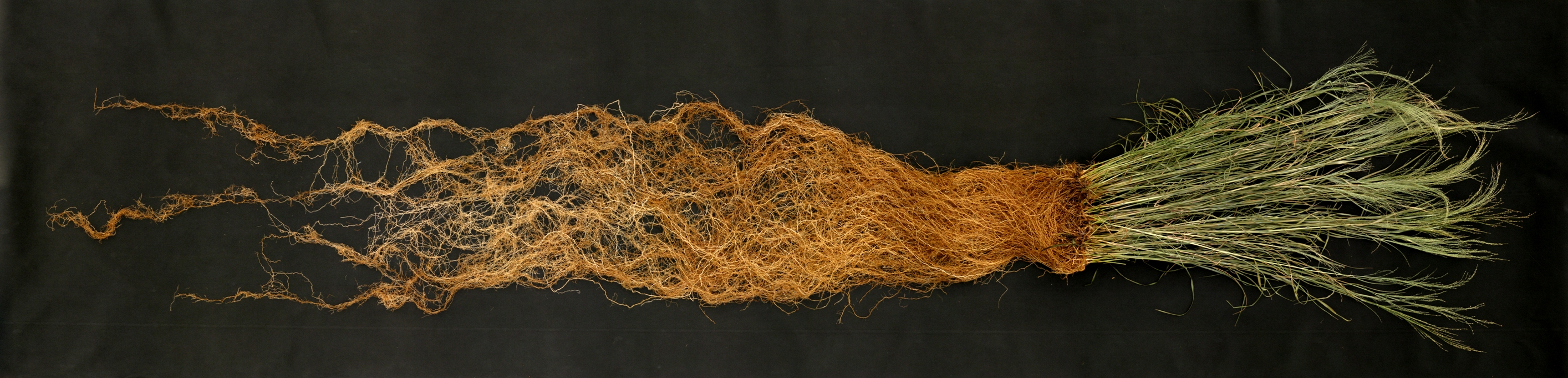
Sistema radicular

Panicum virgatum és una planta resistent d'arrelament profund perenne i amb rizomes que comença a créixer a fianls de primavera. Pot arribar a fer 2,7 m d'alçada. Les seves fulles fan de 30 a 90 cm de llargada amb un nervi central prominent. Fa servir el metabolisme de fixació de carboni del tipus via de 4 carbonis (C4), que li dona avantatges en cas de secada o altes temperatures. La seva panícula està ben desenvolupada, sovint de fins a 60 cm de llarg i proporciona moltes llavors que fan de 3–6 mm de llarg i fins a 1,5 mm d'amplada. Es resembra ella mateixa amb facilitat.

## Ús
Des de meitat de la dècada de 1980 se n'ha fet recerca científica per a fabricar biocombustibles renovables, ja que pot produir en terres marginals. Actualment es considera el seu ús per produir etanol cel·lulòsic, biogas i per la producció d'energia tèrmica per combustió directa.